# ذيسي
ذيسي، (بالإنجليزية: Thiesi)‏، (سردينيا: Tiesi) هي بلدية و مدينة تقع في مقاطعة ساساري الشمالية، في سردينيا، إيطاليا. ويبلغ عدد سكانها 3,165. 

## السكان
في سنة 1861 بلغ عدد السكان 3٬124 نسمة، وتطور العدد ليصل في سنة 2011 لـ 3٬005 نسمة.
يظهر هذا المخطط البياني تطور النمو السكاني لـ ذيسي

## معرض صور

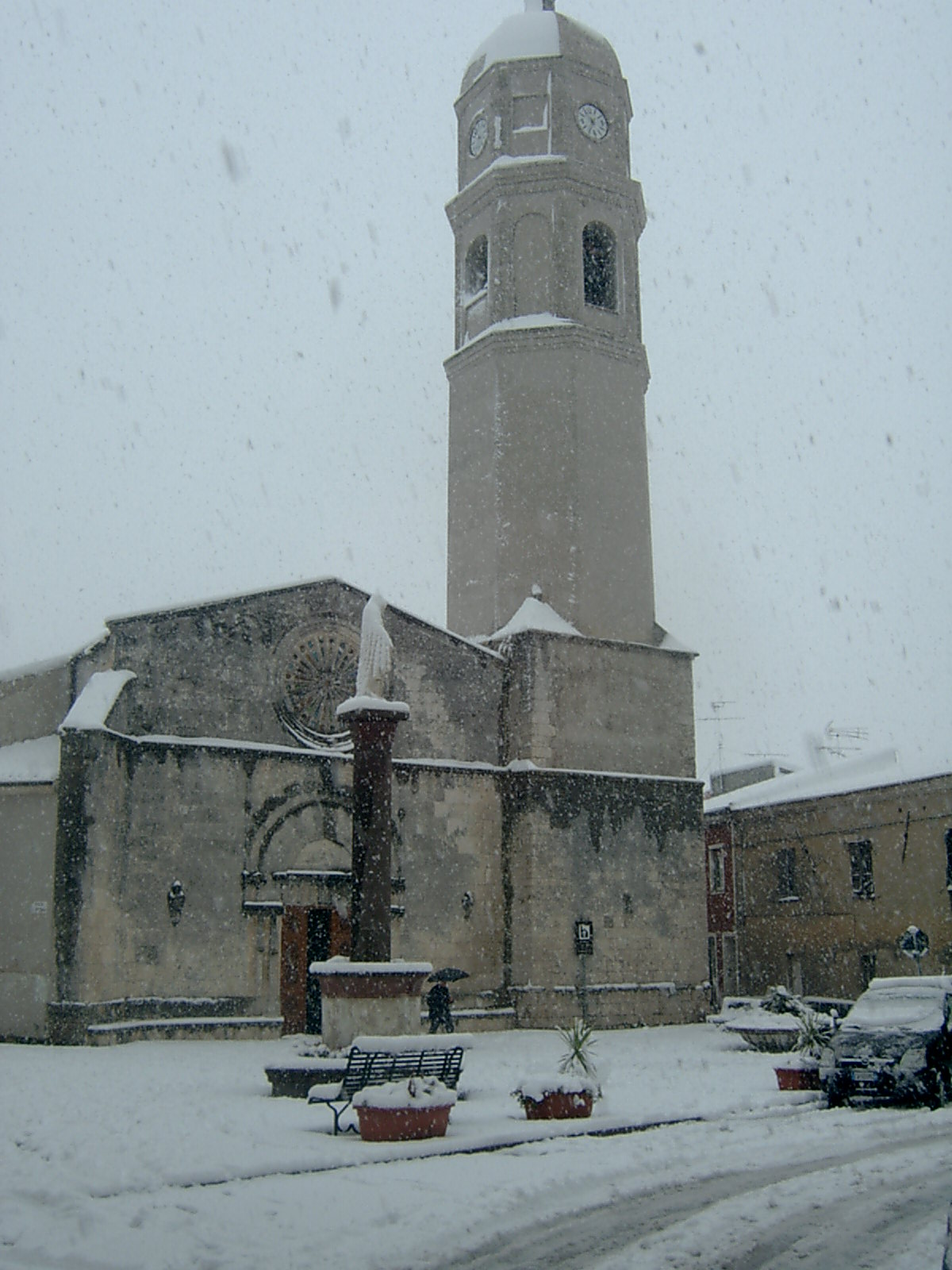
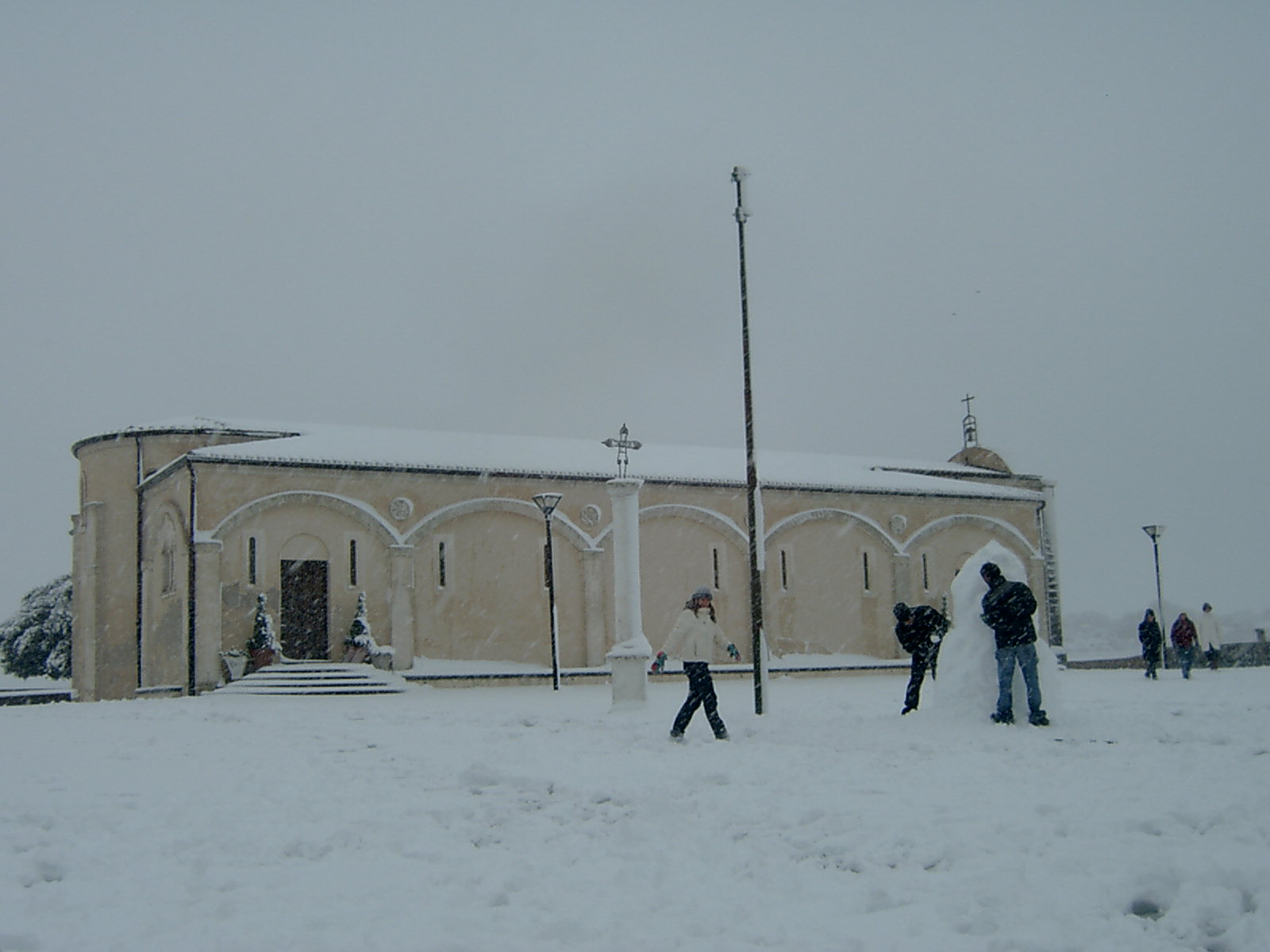
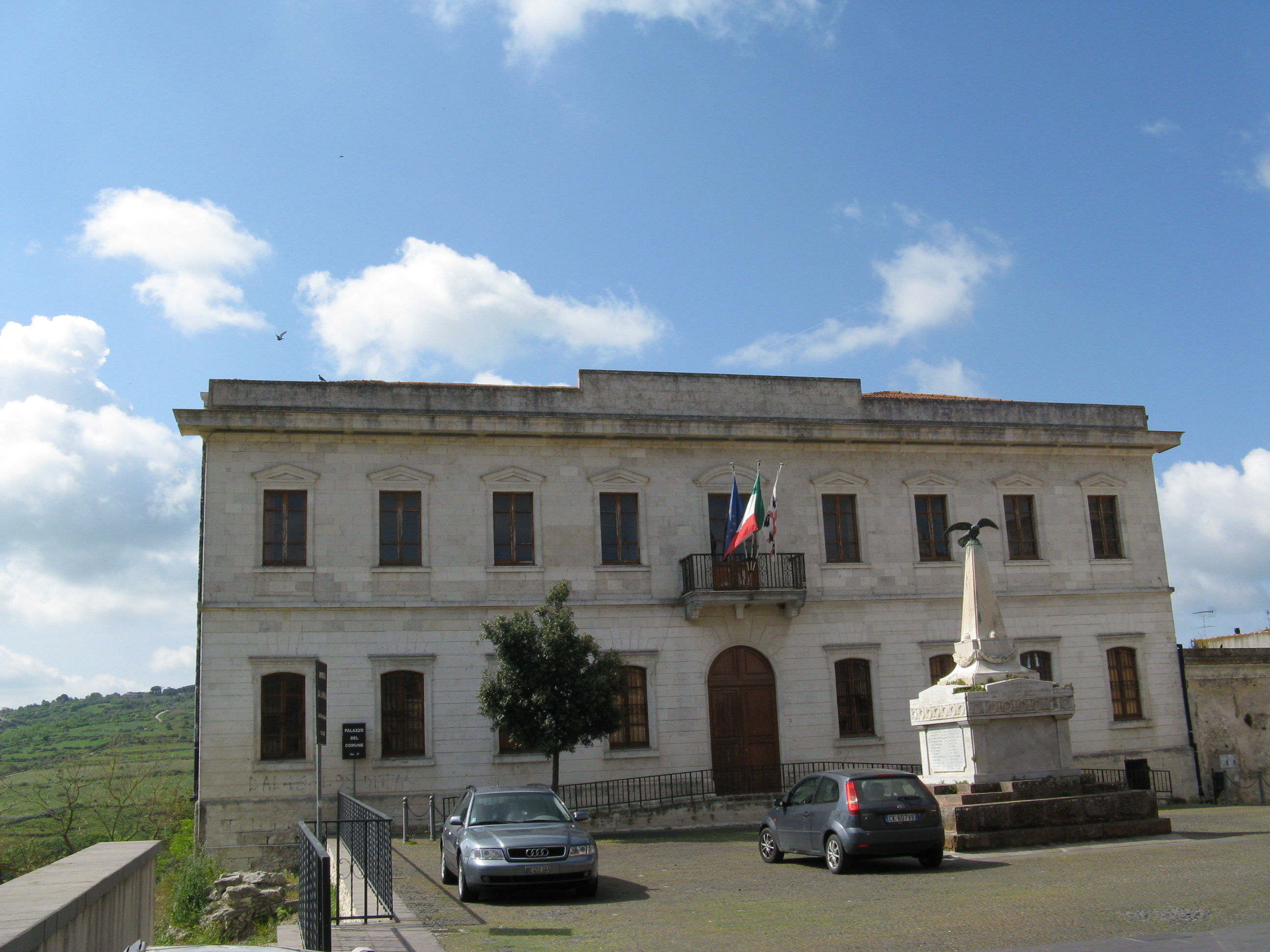
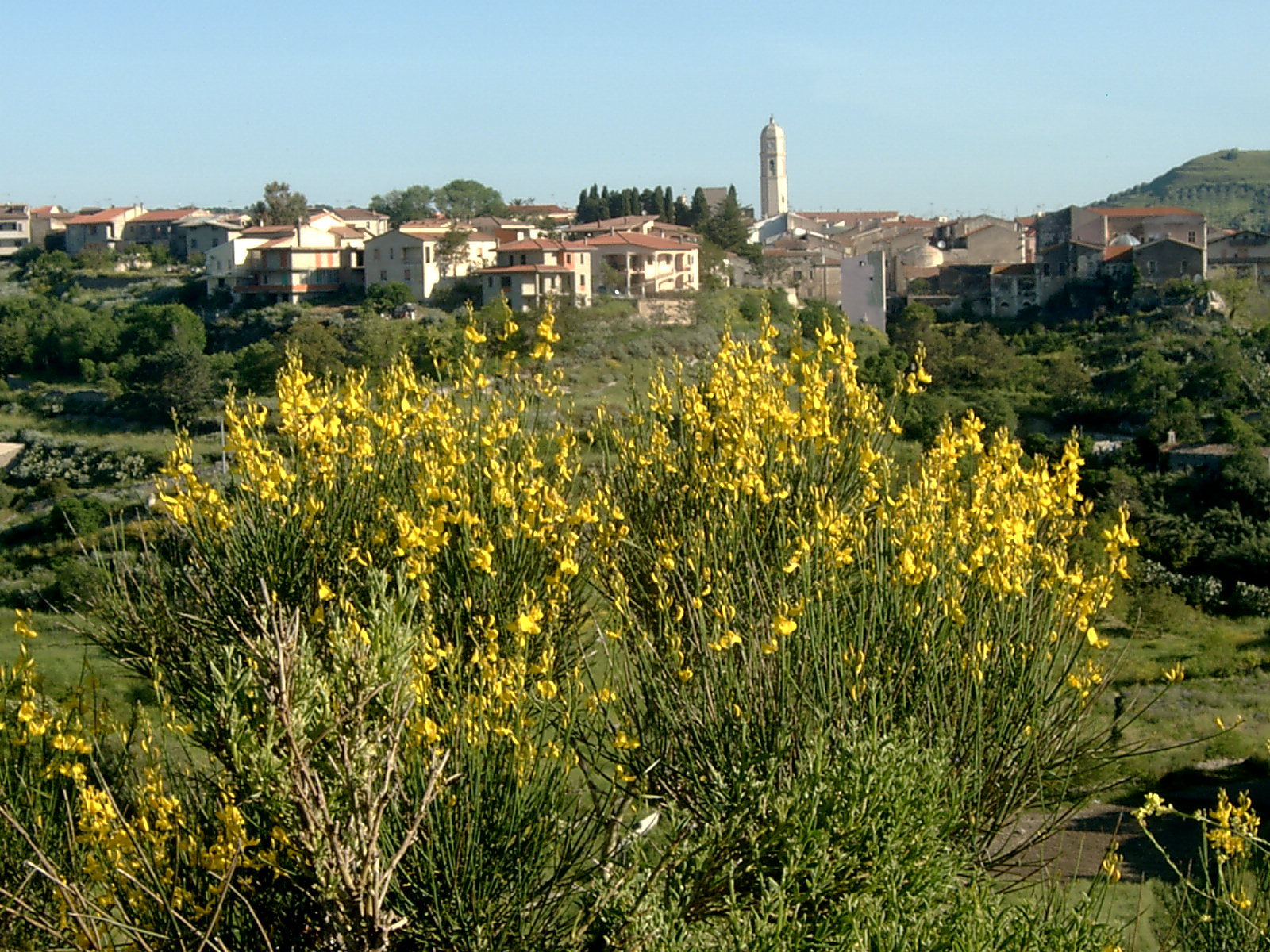